# Specializovaná knihovna
Specializovaná knihovna (anglicky special library) je veřejná knihovna se specializovaným knihovním fondem vykonávající koordinační, odborné, informační, vzdělávací, analytické, výzkumné, metodické a poradenské činnosti stanovené novým knihovním zákonem.
Spolupracuje s Národní knihovnou při zpracování národní bibliografie a při zpracování souborného katalogu. Zpracovává a zpřístupňuje tematické a oborové bibliografie a databáze. Plní funkci centra služeb v oblasti své specializace ve spolupráci s Národní knihovnou. Spolupracuje s knihovnami v oblasti své specializace při zavádění nových technologií v oblasti zajištění veřejných knihovnických a informačních služeb.

## Specializované knihovny v České republice
Mezi velké specializované knihovny patří ústřední a odborné knihovny, jejichž knihovní fondy tvoří vědecká a odborná literatura konkrétního oboru a oborů příbuzných. Patří sem například:
- Národní pedagogická knihovna Komenského v Praze
- Národní technická knihovna v Praze
- Národní lékařská knihovna
- Zemědělská a potravinářská knihovna v Praze
- Knihovna Akademie věd ČR

### Ostatní specializované knihovny
Mezi další specializované knihovny patří kupříkladu odborné knihovny výzkumných ústavů, podniková informační střediska, muzejní, galerijní, archivní, klášterní nebo zámecké knihovny, školní knihovny, lékařské knihovny apod. Knihovní fondy těchto knihoven odpovídají oborům, na které jsou zaměřeny. Patří sem například:
- Parlamentní knihovna ČR
- Knihovna Národního technického muzea
- Knihovna Matematického ústavu AV ČR
- Knihovna Fyzikálního ústavu AV ČR
- Knihovna Národní galerie v Praze
- Knihovna Národního archivu
- Strahovská knihovna
- Zámecká knihovna v Českém Krumlově